# Tromodesia vibripennis
Tromodesia vibripennis är en tvåvingeart som beskrevs av Camillo Rondani 1856. Tromodesia vibripennis ingår i släktet Tromodesia och familjen gråsuggeflugor. Inga underarter finns listade i Catalogue of Life.